# Okręg wyborczy Liverpool West Derby
Okręg wyborczy Liverpool West Derby powstał w 1885 r. i wysyła do brytyjskiej Izby Gmin jednego deputowanego. Okręg obejmuje dzielnice Croxteth i West Derby na przedmieściach Liverpoolu.

## Deputowani do brytyjskiej Izby Gmin z okręgu Liverpool West Derby
- 1885–1888: Claud Hamilton, Partia Konserwatywna
- 1888–1893: William Henry Cross, Partia Konserwatywna
- 1893–1900: Walter Long, Partia Konserwatywna
- 1900–1903: Samuel Higginbottom, Partia Konserwatywna
- 1903–1918: William Watson Rutherford, Partia Konserwatywna
- 1918–1919: Frederick Smith, Partia Konserwatywna
- 1919–1923: William Reginald Hall, Partia Konserwatywna
- 1923–1924: Charles Sydney Jones, Partia Liberalna
- 1924–1935: John Sandeman Allen, Partia Konserwatywna
- 1935–1954: David Maxwell Fyfe, Partia Konserwatywna
- 1954–1964: John Woollam, Partia Konserwatywna
- 1964–1983: Eric Ogden, Partia Pracy, od 1981 r. Partia Socjaldemokratyczna
- 1983–2010 : Bob Wareing, Partia Pracy, od 2007 r. niezależny
- 2010-2019 : Stephen Twigg, Partia Pracy i Co-operative Party
- 2019-     : Ian Byrne, Partia Pracy